# Thomas Brock

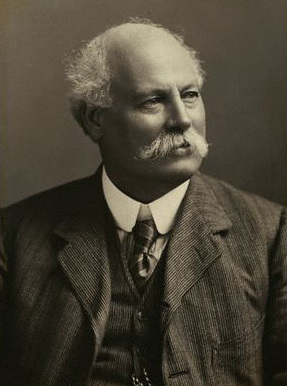
Thomas Brock.

Thomas Brock, född 1 mars 1847 i Worcester, Worcestershire, död 22 augusti 1922 i London, var en brittisk skulptör.
Thomas Brock har utfört ett flertal monument, statyer och byster, bland annat en bronsbyst av lord Leighton. En marmorreplik av samma staty finns i Glyptoteket i Köpenhamn. Bland övriga verk märks hans storslagna monument över drottning Viktoria, som utfördes i samarbete med arkitekten Aston Webb. Brock var drottning Viktorias särskilde porträttframställare och stod på sitt område främst i Storbritannien.